# کالوم مک‌منمن
کالوم هنری مک‌منمن (انگلیسی: Callum Henry McManaman؛ زادهٔ ۲۵ آوریل ۱۹۹۱) بازیکن فوتبال اهل انگلستان است.